# Rêve municipal
Rêve municipal est une œuvre éphémère de Bevis Martin et Charlie Youle réalisé dans le cadre d'Estuaire 2007, exposée à Nantes, dans la Halle Alstom 5 situé sur l'île de Nantes.
Rassemblant un ensemble hétéroclite d'objets glanés au sein des services techniques de la ville de Nantes, mêlant aussi bien les urnes et isoloirs des élections que des maquettes de projets urbains, des panneaux de circulation ou des éléments du carnaval nantais, cette association incongrue créée un ensemble cohérent et subtilement séquencé.